# 콘벤투스 이우리디쿠스
고대 로마의 행정 조직에서 콘벤투스 이우리디쿠스(Conventus iuridicus)는 일부 로마 속주들 (달마티아, 히스파니아, 아시아)의 하부 구역에 대한 중심 도시로, 지방 법원 및 그 외 기능을 갖추었다.